# Marsalforn
Marsalforn (malt. Marsa el-Forn), również zapisany jako M'Forn, jest miejscowością (tzw. administrative committe) położoną na północnym wybrzeżu wyspy Gozo, w Republice Malty. Miejscowość leży między najbardziej wysuniętymi na wzgórza miastami Xagħra i Żebbuġ. Stanowi część jednostki administracyjnej Żebbuġ. Marsalforn jest jednym z najbardziej popularnych ośrodków turystycznych na wyspie Gozo.

## Nazwa
Marsalforn to złożone słowo. „Marsa” to arabskie słowo oznaczające „port” lub „zatokę”. Istnieje niezgodność co do pochodzenia drugiej części słowa: „forn”. „Forn” oznacza „piekarnię” w języku maltańskim i arabskim, ale jest wysoce nieprawdopodobne, aby miało to coś wspólnego z Marsalforn, ponieważ jest mało prawdopodobne, że piekarnia zostanie wybudowana na obszarze o małej populacji. Możliwe, że nazwa, podobnie jak w innych portach gozońskich, może odnosić się do typu statku. 

## Historia
Od 2017 r. planowane jest stworzenie falochronu i ewentualnie przedłużenie plaży.
W styczniu 2019 r. Ministerstwo Gozo opublikowało krótkie filmy pokazujące jak port Marsalforn będzie wyglądał po zbudowaniu falochronu.

## Struktury publiczne
- kościół rzymskokatolicki
- posterunek policji
- główny przystanek autobusowy i kilka małych przystanków
- 7 centrów nurkowych
- hotel, pensjonat i kilka apartamentów do wynajęcia
- 20 restauracji
- 6 sklepów i supermarketów

### Natura
- główna piaszczysta plaża i kilka miejsc do pływania
- publiczny ogród i park